# Vinai
Vinai — итальянский дуэт основанный в 2011 году братьями Алессандро Винай (род. 25 января 1990) и Андреа Винай (род. 10 января 1994). Специализирующийся в жанрах EDM и электро-хаус. В 2017 году заняли 32 место в списке лучших диджеев мира по версии журнала DJ Magazine.

## История группы
В 2011 году братья Винай основали музыкальный коллектив Vinai, название было взято от фамилий Алессандра и Андреа. Их сингл «Hands Up» выпущенный в 2013 году на лейбле Time Records. Совместный сингл «Bullet», записан с участием диджея Error404. В 2014 они подписали контракт с лейблом Spinnin’ Records, на котором совместно с канадским диджеем DVBBS выпустили сингл «Raveology». Группа выступила на фестивале Ultra Music Festival в 2015 году в Майами штат Флорида. И в марте 2015 они выступили в Mysterykande.

## Дискография

### Синглы
| Название                                                     | Год  | Позиции в Чарте | Позиции в Чарте | Сертификации | Альбом            |
| Название                                                     | Год  | BEL             | US Dance        | Сертификации | Альбом            |
| ------------------------------------------------------------ | ---- | --------------- | --------------- | ------------ | ----------------- |
| «Raveology» (совместно с DVBBS)                              | 2014 | 84              | —               |              | Non-album singles |
| «Bounce Generation» (совместно с TJR)                        | 2014 | 62              | —               |              | Non-album singles |
| «How We Party» (с участием R3hab)                            | 2014 | —               | 32              |              | Non-album singles |
| «Louder» (совместно с Dimitri Vegas & Like Mike)             | 2015 | 92              | —               |              | Non-album singles |
| «Legend»                                                     | 2015 | —               | —               |              | Non-album singles |
| «The Wave» (совместно с Harrison)                            | 2015 | —               | —               |              | Non-album singles |
| «Techno»                                                     | 2015 | —               | —               |              | Non-album singles |
| «Sit Dow» (совместно с Harrison)                             | 2016 | —               | —               |              | Non-album singles |
| «Lit» (совместно с Olly James)                               | 2016 | —               | —               |              | Non-album singles |
| «Into the Fire» (совместно с Anjulie)                        | 2016 | —               | —               |              | Non-album singles |
| «Stand by Me» (совместно с Streex и Micky Blue)              | 2016 | —               | —               |              | Non-album singles |
| «Where the Water Ends» (совместно с Anjulie)                 | 2017 | —               | —               |              | Non-album singles |
| «Time for the Techno» (vs. Carnage)                          | 2017 | —               | —               |              | Non-album singles |
| «—» denotes a single that did not chart or was not released. |      |                 |                 |              |                   |

### Ремиксы
2012
- «Pound The Alarm» — Nicki Minaj[13]
- «Sexy And I Know It» — LMFAO
- «Te Quiero Mi Amor» — Dj Samuel Kimk
- «Me Gusta» — Desaparecidos

2013
- «Rian On My Shoulder» — J. Nice & Frank Tedesco при участии Lil’Lee
- «RocknnRolla0» — Bestfors при участии Manu LJ

2014
- «Sahsa Gray» — DJ KUBA NE!TAN
- «Miami» — Niels Van Gogh при участии Princess Superstar
- «Escape With Me» — DJ KUBA NE!TAN vs. Cherry при участии Jonny Rose
- «Loco» — Joel Fletcher при участии Seany B
- «Hirizon» — Kid Massive & Databoy
- «Unstoppable» — R3hab при участии Eva Simons
- «Soundwave» — R3hab при участии Trevir Guthrie

2015
- «What I Did For Love» — David Guetta при участии Emile Sandè
- «Nova» — Dimitri Vegas & Like Mike vs Tujamo & Felguk
- «Neon Future» — Steve Aoki при участии Luke Steele и Empire of me Sun
- «Keep Shening» — Redfoo

2017
- «Paris» — The Chainsmokers

## Награды

### Top 100 DJs
- 2014 — № 62 (New Enty)[14]
- 2015 — № 43 (Up 19 places)[15]
- 2016 — № 37 (Up 6 places)[16]
- 2017 — № 32 (Up 5 places)[6]